# Propolis (schimmelgeslacht)
Propolis is een geslacht van schimmels behorend tot de familie Marthamycetaceae.

## Soorten
Volgens Index Fungorum telt het geslacht acht soorten (peildatum april 2023):
| Soortnaam                                 | Auteur(s)                      | Publicatiejaar |
| ----------------------------------------- | ------------------------------ | -------------- |
| Propolis angulosa                         | P. Karst.                      | 1871           |
| Propolis farinosa (Grijswit houtschijfje) | (Pers.) Fr.                    | 1849           |
| Propolis hillmanniana                     | Kirschst.                      | 1935           |
| Propolis lecanora                         | (J.C. Schmidt & Kunze) De Not. | 1863           |
| Propolis leonis                           | (Tul. & C. Tul.) Rehm          | 1876           |
| Propolis lugubris                         | Speg.                          | 1887           |
| Propolis occulta                          | Chlebická                      | 2014           |
| Propolis pulchella                        | Speg.                          | 1887           |